# Puttgarden

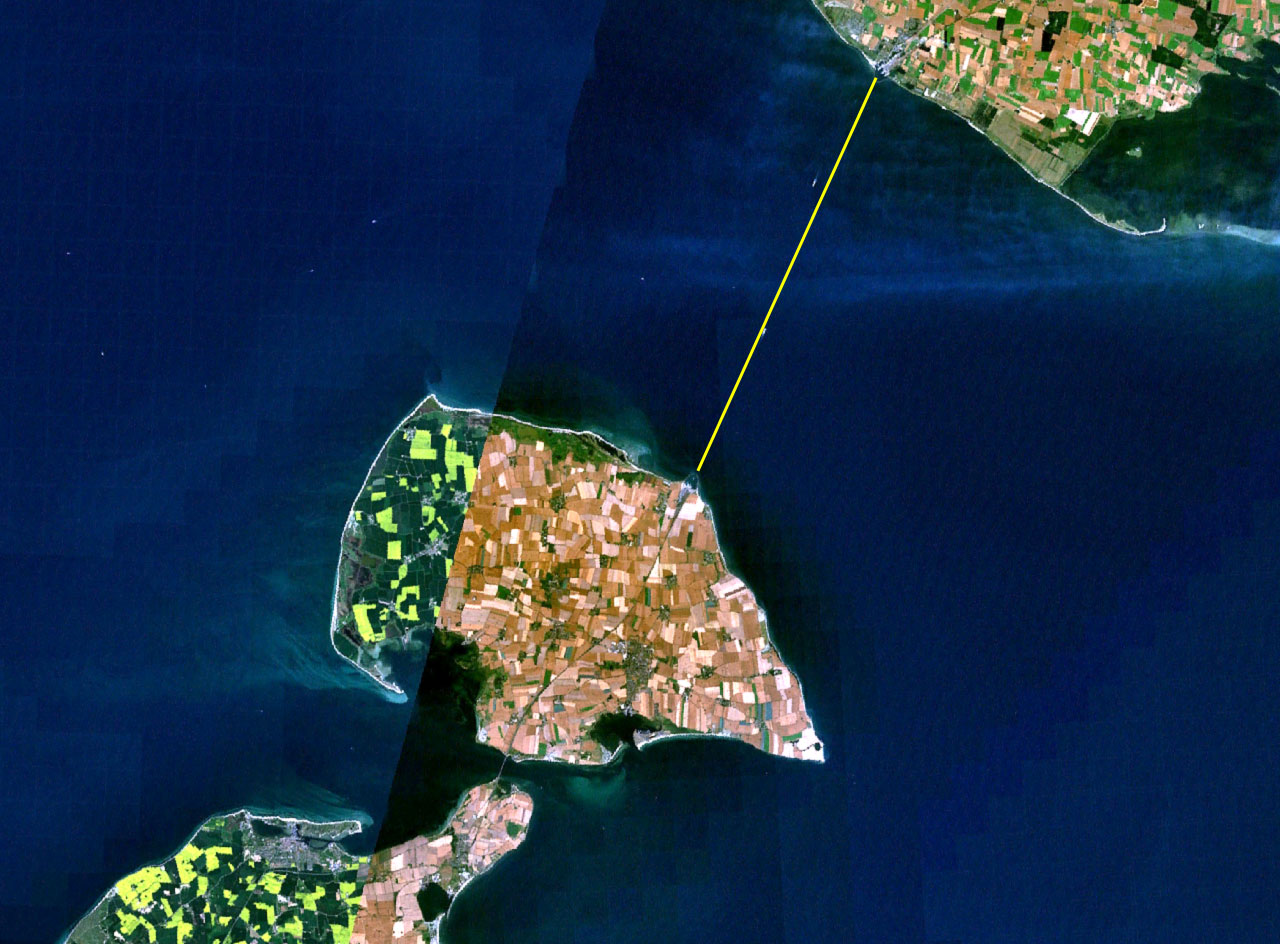
Satellitbild över Fehmarn med färjelinjen utmärkt.

Puttgarden (lyssna (fil)) är en mindre ort och hamn vid Östersjön på ön Fehmarns nordkust, i norra Tyskland. Orten är framförallt känd för sitt färjeläge. Färjelinjen mellan Puttgarden och Rødbyhavn i Danmark (se Rødby–Puttgarden), som öppnades 1963, är en av de viktigaste förbindelserna mellan Skandinavien och den europeiska kontinenten. Puttgarden ingår i stadskommunen Fehmarn sedan 2003.

## Historia
Puttgarden omnämns för första gången 1198, men orten spelade en obetydlig roll ända till efter andra världskriget.
Före kriget gick tåg- och biltrafik mellan Skandinavien och kontinenten över den danska hamnen i Gedser till antingen Rostock eller Lübeck, och via Trelleborg–Sassnitz. När gränserna drogs om efter kriget och järnridån drogs alldeles öster om Lübeck, togs gamla planer om en "fågelvägslinje" (Vogelfluglinie) via ön Fehmarn upp igen. Namnet kommer av att det är en vanlig flyttväg för fåglarna på väg till/från Skandinavien. Från Puttgarden och över Fehmarnsundbron går järnvägen Hamburg–Puttgarden.
År 1963 byggdes Fehmarnsundbron (Fehmarsundbrücke), en bro mellan Fehmarn och fastlandet. Den är 935 meter lång. Tidigare fick man ta en färja över till tyska fastlandet.
De danska och tyska regeringarna beslutade den 29 juni 2007 att bygga en fast förbindelse som ska ersätta färjelinjen. Arbetet med tunneln inleddes 2021 och beräknas vara klart 2029, se Fehmarn Bält-förbindelsen.